# Paris (1914)
El acorazado Paris fue un acorazado dreadnought de clase Courbet de la marina de guerra francesa. Los Courbet fueron diseñados por M. Lyasse. El París fue construido como parte del programa de construcción naval de 1910.

## Historial de servicio
El París fue el único de los Coubert construidos en los astilleros Forges et Chantiers de la Méditerranée. Junto con su gemelo, el France, fue enviado a San Petersburgo como parte de la visita oficial del presidente Raymond Poincaré. Ambos buques, estaban en ruta a Francia a través del mar Báltico cuando estalló la Primera Guerra Mundial en agosto de 1914. En ese momento, el France, no tenía munición a bordo, caso de haberse topado con buques alemanes, el París hubiera sido el encargado de defender ambos buques, pero consiguieron evadir a la flota alemana.
A lo largo de la Guerra, sirvió junto con sus tres gemelos en el mar mediterráneo contra los buques turcos y austro-húngaros.
Participó en el desembarco hispano-francés de Alhucemas, apoyando con su artillería. 
Durante la Segunda Guerra Mundial, el 11 de junio de 1940, fue dañado por bombas alemanas en Le Havre, Francia, y acudió a Brest para reparaciones. Tras la rendición de Francia, navegó hasta Plymouth. 
Tras el armisticio francés, fue atracado en Portsmouth; el 3 de julio de 1940, fue tomado por fuerzas británicas junto con el Coubert, ocho torpederos, 5 submarinos y otros buques de menor importancia en el transcurso de la Operación Catapulta.
Tras, esto, con el acorazado en manos británicas, se planeó cederlo a la marina polaca en una ceremonia que debería haberse realizado el 15 de julio de 1940 en la que se debería haber renombrado el buque como OF (Okręt Francuski - "buque francés") pero la carencia de personal, hizo que finalmente, el buque no cambiara de manos, usándolo los británicos como buque cuartel en Devonport
El 25 de agosto de 1945, tras el final de la guerra, fue remolcado a Brest, no volvió a ser usado, vendiéndose para desguace el 21 de diciembre de 1955.